# Tortula subtranscaspica
Tortula subtranscaspica är en bladmossart som beskrevs av J. Fröhlich 1955. Tortula subtranscaspica ingår i släktet tussmossor, och familjen Pottiaceae. Inga underarter finns listade i Catalogue of Life.